# Henri II le Pieux
Pour les articles homonymes, voir Henri II et Le Pieux.
Henri II le Pieux (en polonais : Henryk II Pobożny), né vers 1191 et tué le 9 avril 1241 à la bataille de Legnica, est un prince polonais de la dynastie Piast, le fils d’Henri Ier le Barbu et de son épouse Edwige, fille du comte Berthold IV d'Andechs. Issu de la branche aînée des Piast régnant le duché de Silésie depuis 1138, il succéda à son père en tant que duc de Silésie, duc de Grande-Pologne et princeps de Pologne à Cracovie en 1238. Il est un ancêtre de Louis XII, roi de France.

## Fidèle collaborateur de son père
À partir de 1222, il commence à seconder son père et l’aide dans son objectif de réunifier le royaume de Pologne. Il combat les deux plus grands ennemis de son père, les ducs Conrad Ier de Mazovie et Ladislas Odonic. 
Durant l’hiver 1233-1234, il participe à une croisade contre le peuple balte des Prussiens après laquelle son père lui offre la Grande-Pologne. Le 22 juin 1235, dans une bulle, le pape Grégoire IX prend Henri II sous sa protection et le désigne officiellement comme successeur de son père.

## Duc de Cracovie, de Silésie et de Grande-Pologne

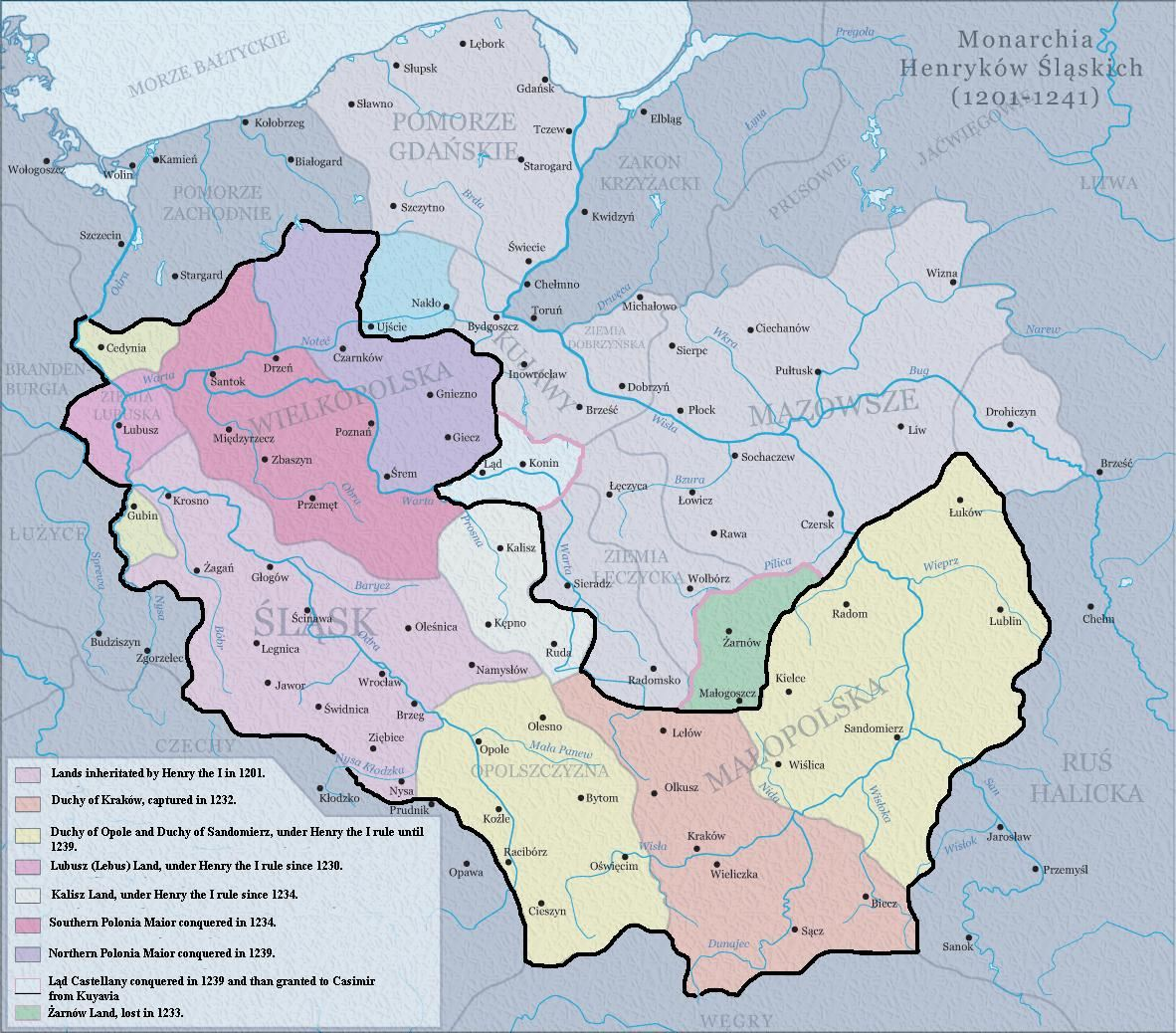
Les domaines d' et d' en Pologne, 1201-1241.

Après le décès de son père en 1238, il devient duc de Silésie et de Grande-Pologne ainsi que princeps de Pologne régnant sur le duché de Cracovie en Petite-Pologne ; il hérite de vastes territoires sur lesquels il essaie de consolider son pouvoir. Il continue la politique de réunification des territoires polonais commencée par son père, mais il n’y a qu’en Silésie que son autorité n’est pas contestée. Au niveau de la politique intérieure, il s’appuie sur l’aristocratie pour gouverner.
Sur le plan de la politique étrangère, Henri II a tissé des liens d'amitié avec son beau-frère le roi Venceslas Ier de Bohême. En 1239, il a mis en déroute l’armée du Brandebourg qui assiège la forteresse de Lubusz et reprend Santok, perdue l’année précédente. La même année, il soutient le pape Grégoire IX dans le conflit qui oppose celui-ci à Frédéric II. En Grande-Pologne, il remporte quelques succès contre son rival Ladislas Odonic. Étendant les frontières de son territoire en s’emparant de Ląd, Gniezno et Śrem. Il entreprend des démarches auprès du pape pour obtenir la couronne royale.
Henri II est tué à la bataille de Legnica, alors qu’il commande la chevalerie polonaise et des Templiers contre les forces de la Horde d'or sous le khan Batu et son général Subötaï. Il repose dans l'église Saint-Vincent à Wrocław. Sa mort est suivie par l’éclatement des territoires que son père et lui avaient essayé de réunifier.

## Mariage et descendance
En 1218, Henri II le Pieux épouse Anne de Bohême, fille d’Ottokar Ier de Bohême. Ils eurent 10 enfants :
1. Gertrude (c. 1218-1220 – 23-30 avril 1247), mariée en 1232 à Boleslas Ier de Mazovie ;
2. Constance (en) (v. 1221 – v. 21 février 1257), mariée en 1239 à Casimir Ier de Cujavie ;
3. Boleslas II le Chauve (v. 1220-1225 – 25-31 décembre 1278) ;
4. Mieszko de Lubusz (v. 1223-1227 – 1242) ;
5. Henri III le Blanc (1227-1230 – 3 décembre 1266) ;
6. Conrad II de Głogów (1228-1231 – 6 août v. 1274) ;
7. Elisabeth (en) (v. 1232 – 16 janvier 1265), mariée en 1244 à Przemysl Ier de Grande-Pologne ;
8. Agnès (v. 1236 – 14 mai après 1278), abbesse de Sainte-Clara à Trebnitza (après 1277) ;
9. Ladislas (1237 – 27 avril 1270), chancelier de Bohême (1256), évêque de Passau (1265) et archevêque de Salzbourg (1265-1270) ;
10. Edwige (v. 1238-1241 – 3 avril 1318), abbesse de Sainte-Clara à Wrocław.